# Slogan (film)
Pour les articles homonymes, voir Slogan (homonymie).
Pour plus de détails, voir Fiche technique et Distribution.
Slogan est un film dramatique français écrit et réalisé par Pierre Grimblat, sorti en 1969.

## Synopsis
Le film commence avec un spot publicitaire pour l'après-rasage Balafre.
Puis, en pleine Mostra de Venise, le réalisateur de publicité Serge Faberger rencontre une jeune Anglaise, Evelyne. Il ne cache pas que sa femme attend un bébé. Cette situation se complique bientôt…

## Fiche technique
- Titre : Slogan
- Réalisateur : Pierre Grimblat, assisté de Jean-Patrick Lebel
- Scénario : Francis Girod, Pierre Grimblat et Melvin Van Peebles
- Direction artistique : Jean-Daniel Vignat
- Direction musicale : Jean-Claude Vannier
- Photographie : Claude Beausoleil
- Son : Harald Maury
- Musique : Serge Gainsbourg
- Montage : Françoise Garnault et Jacques Witta
- Sociétés de production : Orphée Arts et Hamster Productions
- Société de distribution : Cocinor
- Pays de production :  France
- Langue originale : français
- Format : couleur
- Genre : drame
- Durée : 90 minutes
- Date de sortie :
  - France : 27 juillet 1969

## Distribution
- Serge Gainsbourg : Serge Faberger
- Jane Birkin : Evelyne
- Andréa Parisy : Françoise
- Daniel Gélin : le beau-père d'Evelyne
- Juliet Berto : l'assistante de Serge
- Henri-Jacques Huet : M. Joly
- James-X-Mitchell : Hugh Hugh
- Gilles Millinaire : Dado
- Roger Lumont : l'avocat de Serge (non crédité)
- Robert Lombard : l'automobiliste
- Kate Barry : la fille de Serge (non créditée)

## Production

### Casting
Certaines sources[réf. souhaitée] créditent Jean-Pierre Marielle dans le rôle de Robert. Il n'apparaît pas dans ce film, de même que Pierre Doris qui est cependant crédité au générique.

### Tournage
Le tournage se déroule entre le 26 juin et le 16 août 1968 à Venise en Italie. Une scène est tournée dans l'atelier de Bernard Baschet. « C'est sur ce film que se sont rencontrés Serge Gainsbourg et Jane Birkin. Au début, Gainsbourg « snobait » Birkin et la réalisation du film en souffrait. Pierre Grimblat décide de changer le cours des choses en les invitant à un diner, auquel il avait prévu de ne pas venir (en jouant en quelque sorte à quitte ou double). Sans témoin à ce repas, Gainsbourg et Birkin se sont finalement réconciliés et ont entamé leur relation ».

### Bande originale
La musique du film a été composée par Serge Gainsbourg, enregistrée au studio Gaîté à Paris. La bande originale est sortie en juin 1969, sous la direction du label Philips.
| 1.   | La chanson de slogan | Serge Gainsbourg et Jane Birkin | 2:49 |
| 2.   | Evelyne              |                                 | 2:11 |
| 5:00 |                      |                                 |      |